# Piscina mirabilis
La Piscina mirabilis est un réservoir romain d’eau potable construit durant la période augustéenne. Elle est située à Misène, sur le côté nord-ouest du golfe de Naples.
Son nom actuel lui fut attribué tardivement, au XVIe siècle. Il s'agit du plus grand réservoir connu jamais construit par les Romains ; il avait pour fonction d’approvisionner en eau les nombreux navires de la Classis Misenensis, nommée ensuite Classis Prætoria Misenensis Pia Vindex, qui trouvaient amarrage et refuge dans le port de Misène.

## Description
Le réservoir est entièrement creusé dans le tuf de la colline donnant sur le port, à 8 mètres au-dessus du niveau de la mer. Il suit un plan rectangulaire, est haut de 15 mètres, long de 72 mètres et large de 25, avec une capacité de 12 600 m3. Il est surmonté d’un plafond avec des voûtes en berceau, soutenu par 48 piliers à section cruciforme, disposés en quatre rangées de douze. L’eau était prélevée avec des machines hydrauliques au moyen de petits puits réalisés sur la terrasse qui surplombe les voûtes à berceau, et de là canalisée vers le port. La structure de maçonnerie est réalisée en opus reticulatum et, comme les piliers, il est revêtu d'un mortier de tuileau, un enduit imperméable. Une série de baies le long des parois latérales et les mêmes puits supérieurs fournissaient la clarté et la ventilation du site. Au fond, dans la nef centrale, se trouvait une piscine limaria ou bassin de décantation de 20 mètres sur 5, profonde de 1,10 mètre, utilisée aussi pour la vidange périodique du réservoir. La Piscina mirabilis constituait le réservoir terminal d’un des principaux aqueducs romains, l'Aqua Augusta, qui acheminait l’eau des sources du fleuve Serino, à 100 km de distance, jusqu’à Naples et aux champs Phlégréens.
Une partie de l’antique citerne peut être visitée de nos jours. À côté se trouve aussi le complexe de Cento Camerelle.

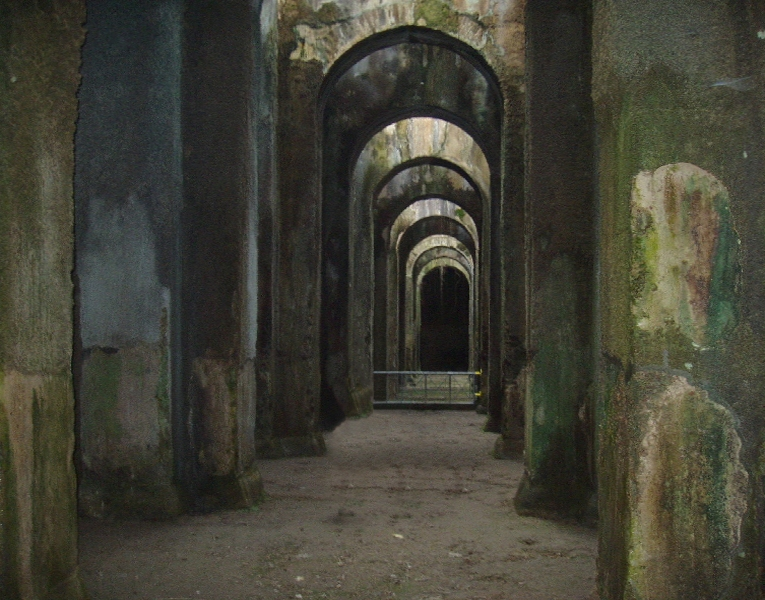
Une nef à l'intérieur de la Piscina mirabilis.
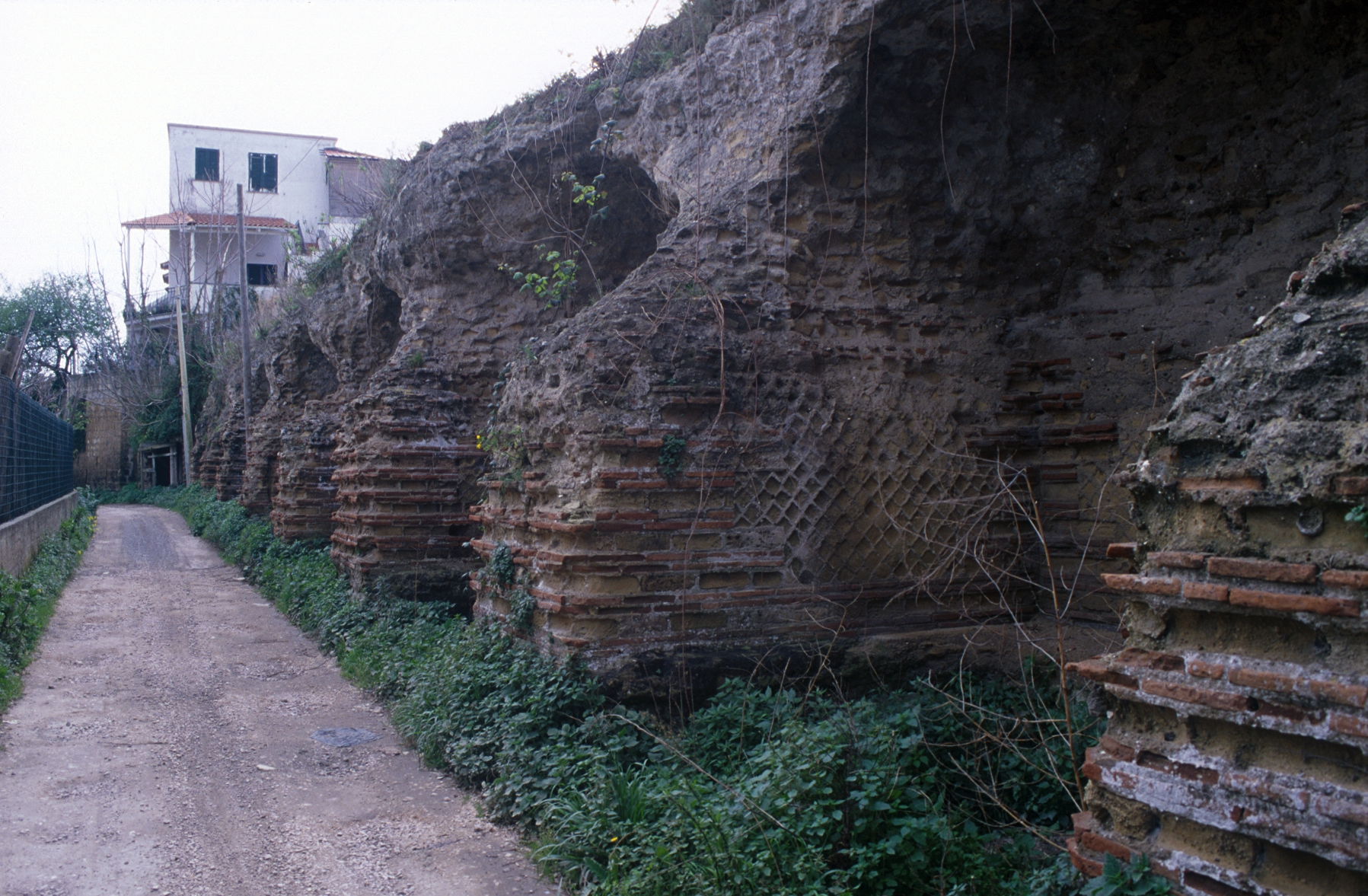
Contreforts extérieurs.